# Allreal Holding
Die Allreal Holding AG ist ein Schweizer Immobilien- und Generalunternehmen mit rechtlichem und operativem Sitz im Glattpark. Das Unternehmen kombiniert ein Immobilienportfolio mit der Tätigkeit des Generalunternehmers (Entwicklung und Realisation). Allreal bewirtschaftet einen grossen Teil der Geschäfts- und Wohnliegenschaften selber. Das Immobilienportfolio liegt grösstenteils in den wirtschaftlichen Zentren der Schweiz, mit einem klaren Schwergewicht im Grossraum Zürich. 
Das Unternehmen beschäftigt an den Standorten Zürich, Bern und Basel rund 202 Mitarbeiter und erwirtschaftete 2019 einen Umsatz von 545,1 Millionen Schweizer Franken. Seit März 2000 ist Allreal an der Schweizer Börse SIX Swiss Exchange kotiert.

## Geschichte
Die Wurzeln des Unternehmens gehen auf die 1970 gegründete Oerlikon-Bührle Immobilien AG (IMAG), einer Tochtergesellschaft der Oerlikon-Bührle Holding AG, zurück. Ihr Ziel war die Ausgliederung und juristische Verselbständigung der eigenen Immobilienbewirtschaftung sowie die Ausweitung des Tätigkeitsgebietes auf den Drittmarkt. In den 1980er Jahren expandierte das Unternehmen zu einem führenden Generalunternehmer der Schweiz mit schwergewichtiger Ausrichtung auf den Grossraum Zürich und das Tessin. 
Die heutige Allreal Holding wurde 1999 gegründet. Diese übernahm im gleichen Jahr die Oerlikon-Bührle Immobilien AG, nannte sie in Allreal Generalunternehmung AG um und gliederte sie als Tochtergesellschaft in den eigenen Konzern ein. Gleichzeitig wurde die 1996 von der IMAG gekaufte und zwischenzeitlich mit der Albis fusionierte Uto-Gruppe an die Livit AG veräussert. Im März 2000 ging das Unternehmen mittels IPO an die Börse.

## Wichtige Bauprojekte
- Dietlimoos-Moos, Grossüberbauung in Adliswil (Drittprojekt)
- Bülachguss, Grossüberbauung in Bülach ZH
- Freilager, Grossüberbauung mit 1000 Wohnungen in Zürich (Drittprojekt)
- Richti-Areal, Grossüberbauung in Wallisellen
- Um- und Neubau Toni-Areal in Zürich